# Molino de Perales
El molino de Perales fue un antiguo molino hidráulico ubicado en la villa segoviana de Cuéllar (España). 
Se desconoce la fecha en que fue construido; formó parte del grupo de molinos que la villa y su Comunidad de Villa y Tierra utilizó durante siglos para la molienda del cereal.
Estaba situado en el camino llamado de la Obra Pía de Chañe que transcurre hasta Cuéllar, pero no quedan restos de su edificación; el terreno en el que se situaba es de propiedad privada. Cerca del molino se ubica el puente de Barrancales, que cruza el río Cega, así como el molino del mismo nombre.